# Distrito de Escuelas Preparatorias de Grossmont Union
El Distrito de Escuelas Preparatorias de Grossmont Union (Grossmont Union High School District o GUHSD) es un distrito escolar del Condado de San Diego, California. Tiene su sede en El Cajón.
Sirve a las ciudades de El Cajón, Lemon Grove, Santee, la mayoría de La Mesa, las áreas no incorporadas de Alpine, Dulzura, Jamul, Lakeside, y Spring Valley, y partes de la ciudad de San Diego. Su área tiene una superficie de aproximadamente 465 millas cuadradas.